# Джура
Джу́ра, цю́ра або чу́ра — так називали в Україні в 16—XVIII століттях зброєносця, учня у козацької старшини. Зазвичай джурами були молоді хлопці. Разом із козаками джури ходили в походи, брали участь у боях. Походження терміна джура точно не визначено. Очевидно, це спільне індоєвропейське поняття  — чи слово з іранських мов (скіфів/сарматів), занесене в Подніпров'я. В іранських мовах воно означає  «товариш».
Молодики (пахолки, хлоп'ята, джури, новики) — новоприйняті й молоді козаки на Запорозькій Січі в 16–17 ст. За свідченням польського хроніста Ш. Старовольського, вони виконували функції зброєносців, слуг козацької старшини. М. не вважалися повноправними козаками-товаришами, зокрема, не мали права на участь у козацьких радах. Лише після кількох років перебування на Січі та набуття відповідного військового досвіду вони могли стати повноправними козаками (товаришами). За часів Нової Січі (1734–75) М. називали козаків-наймитів, які працювали в господарствах заможних козаків — зимівниках, на рибних промислах, чумакували тощо.
У сьогоденні Слово (значення) Джура отримала всеукраїнська дитячо-юнацька військово-патріотична гра.. «Сокіл» («Джура») — Гра проводиться Міністерством освіти та науки України за сприянням інших міністерств, відомств і громадських організацій.